# قلعه پیرزن
قلعه پیرزن مربوط به سده‌های اولیه دوران‌های تاریخی پس از اسلام است و در شهرستان گرمسار، بخش ایوانکی، ۲۰ کیلومتری جنوب شهر ایوانکی، ۲۰۰ متری شمال روستای شور قاضی و در مسیر شهرستان پیشوا به ایوانکی واقع شده و این اثر در تاریخ ۲۶ اسفند ۱۳۸۷ با شمارهٔ ثبت ۲۶۰۵۲ به‌عنوان یکی از آثار ملی ایران به ثبت رسیده است.